# William Cornwallis Harris
William Cornwallis Harris (Wittersham, 1807 – Sarwar, 1848) è stato un esploratore britannico.
Viaggiò in Sudafrica dal 1836 al 1837 e in Etiopia, dove raggiunse Ancober, dal 1841 al 1843. La sua più importante opera è Le terre alte d'Etiopia (1844).
Fu inoltre ingegnere militare, cacciatore ed ottimo illustratore.